# Чемпионат Англии по волейболу среди женщин
Чемпионат Англии по волейболу среди женщин — ежегодное соревнование женских волейбольных команд Англии. В рамках Национальной волейбольной лиги (НВЛ) проводится с сезона 1977/78.
Соревнования проходят в четырёх дивизионах — Суперлиге, 1-м, 2-м и 3-м дивизионах. В чемпионате также участвуют сильнейшие команды Уэльса. 

## Формула соревнований (Суперлига)
В сезоне 2024/25 чемпионат состоял из двух этапов — предварительного и плей-офф. По итогам предварительной стадии 4 команды вышли в плей-офф и в формате «финала четырёх»(два полуфинала и два финала — за 1-е и 3-е места) определили призёров чемпионата.
За победу со счётом 3:0 и 3:1 команды получают 3 очка, 3:2 — 2 очка, за поражение со счётом 2:3 — 1 очко, 0:3 и 1:3 — 0 очков.
В чемпионате 2024/25 в Суперлиге играли 10 команд: «Мэлори Иглз» (Лондон), «Полония» (Лондон), «Эссекс Ребелс» (Колчестер), «Лайонхиртс Винариус» (Лондон), «Лидс Горс» (Лидс), «Дарем Палатинейтс» (Дарем), «Даркстар Дербишир» (Дерби), «Кембридж», «Юнивёрсити оф Ноттингем» (Ноттингем), «Уэссекс» (Борнмут). Чемпионский титул выиграл «Мэлори Иглз», победивший в финале «Эссекс Ребелс» 3:0, 3-е место заняла «Полония». 

## Чемпионы (с 1978)
| - 1978 «Кёркби» - 1979 «Хиллингдон» Лондон - 1980 «Кёркби» - 1981 чемпионат не проводился - 1982 «Хиллингдон» Лондон - 1983 «Хиллингдон» Лондон - 1984 «Хиллингдон» Лондон - 1985 «Хиллингдон» Лондон - 1986 «Спарк» Лондон - 1987 «Сейл» Сейл - 1988 «Эшкомб» Доркинг - 1989 «Британния» Лондон - 1990 «Брикстон Найтс» Лондон - 1991 «Мизуно Британния» Лондон - 1992 «Вулвич Брикстон» Лондон - 1993 «Вулвич Брикстон» Лондон - 1994 «Вулвич Брикстон» Лондон - 1995 «Лондон Мэлори» Лондон - 1996 «Лондон QKX» - 1997 «Британния Мьюзик Сити» Лондон - 1998 «Лондон Мэлори» Лондон - 1999 «Лондон Мэлори» Лондон - 2000 «Эшкомб Доркинг» Доркинг - 2001 «Эшкомб Докинг» Доркинг | - 2002 «Лондон Мэлори» Лондон - 2003 «Лондон Мэлори» Лондон - 2004 «Лондон Мэлори» Лондон - 2005 «Лондон Мэлори» Лондон - 2006 «Юнивёрсити оф Бирмингем» Бирмингем - 2007 «Лондон Мэлори» Лондон - 2008 «Уэссекс» Пул - 2009 «Суисс Коттейдж» Лондон - 2010 «Теймсайд» Бери - 2011 «Полония Лейдис» Лондон - 2012 «Тим Нортумбрия» Ньюкасл-апон-Тайн - 2013 «Тим Нортумбрия» Ньюкасл-апон-Тайн - 2014 «Тим Нортумбрия» Ньюкасл-апон-Тайн - 2015 «Тим Нортумбрия» Ньюкасл-апон-Тайн - 2016 «Тим Нортумбрия» Ньюкасл-апон-Тайн - 2017 «Дарем» - 2018 «Дарем» - 2019 «Тендринг Ледис» Клактон-он-Си - 2020 «Полония Лондон» Лондон - 2021 Чемпионат отменён - 2022 «Дарем Палатинейтс» Дарем - 2023 «Дарем Палатинейтс» Дарем - 2024 «Дарем Палатинейтс» Дарем - 2025 «Мэлори Иглз» Лондон |